# Xian de Jianchang
Le xian de Jianchang (建昌县 ; pinyin : Jiànchāng Xiàn) est un district administratif de la province du Liaoning en Chine. Il est placé sous la juridiction de la ville-préfecture de Huludao.

## Démographie
La population du district était de 600 610 habitants en 1999.